# Tokoyo Fossa
La Tokoyo Fossa è una struttura geologica della superficie di 162173 Ryugu.